# Репривац (Бакау)
Репривац (рум. Reprivăț) насеље је у Румунији у округу Бакау у општини Вултурени. Oпштина се налази на надморској висини од 191 m.

## Становништво
Према подацима из 2002. године у насељу је живело 68 становника, од којих су сви румунске националности.